# Eiko Kadono
Eiko Kadono  (角野 栄子?, Kadono Eiko) (Tokyo, 1º gennaio 1935) è una scrittrice giapponese, autrice di libri per ragazzi, libri illustrati e saggi.
Il regista Hayao Miyazaki ha trasposto per il grande schermo un suo romanzo nel film Kiki - Consegne a domicilio.

## Biografia
Frequenta l'università privata Nihon Fukushi nella prefettura di Aichi e in seguito si laurea in letteratura inglese presso l'Università di Waseda.
Dopo la laurea nel 1960 a 25 anni emigra in Brasile dove trascorre due anni. Da questa esperienza nel 1970 scriverà il racconto per ragazzi Luizinho Shonen Brazil o Tazunete (lett. "Il Brasile e il mio amico Luizinho") basato su fatti realmente accaduti.
La maggior parte delle sue opere sono libri per bambini e ragazzi. Il suo primo successo è Ôdorabô Bula Bula shi pubblicato nel 1981. Nel 1985 pubblica il romanzo per ragazzi Kiki - Consegne a domicilio (魔女の宅急便?, Majo no takkyūbin, lett. "Le consegne espresse della strega"), che il regista Premio Oscar Hayao Miyazaki adatterà nel film animato Kiki - Consegne a domicilio. Dallo stesso libro nel 2014 è stato tratta un'ulteriore versione cinematografica omonima diretta da Takashi Shimizu. Al romanzo è stato conferito il Premio Noma per la Letteratura per l'infanzia, ed è stato seguito da ulteriori cinque romanzi che raccontano la storia di Kiki fino all'età adulta.
Nel marzo 2018 l'International Board of Books for Young People comunica a Eiko Kadono di averle assegnato il premio Andersen, noto come il "Nobel per la letteratura infantile", conferito ogni due anni a uno scrittore e a un illustratore la cui opera completa abbia dato un contributo significativo e duraturo alla letteratura per bambini.